# Monstereophonic (Theaterror vs. Demonarchy)
Monstereophonic (Theaterror vs. Demonarchy) es el octavo álbum de estudio de la banda de hard rock finlandés Lordi, con fecha de publicación el 16 de septiembre de 2016. El nuevo trabajo de Lordi fue descrito como un «álbum split». Las seis primeras canciones serían de carácter parecido a las canciones antiguas de la banda, mientras que las seis últimas serían más progresivas, creando un álbum conceptual. Para promocionar el disco se estableció el «European Monstour-2016», el cual comenzó en octubre de 2016. El primer sencillo del álbum, «Hug You Hardcore», se lanzó en agosto.

## Grabación
La grabación del álbum empezó al comienzo de 2016 en los estudios Finnvox, ubicados en Helsinki, Finlandia. La grabación tuvo lugar con el productor Nino Laurenne, siendo la segunda vez que produce un álbum de Lordi tras hacerlo con Deadache. Además ha producido álbumes de bandas como Apocalyptica, Stratovarius, Children of Bodom o Amorphis.

## Lista de canciones[1]
| N.º     | Título                                                                                | Letras                               | Música                    | Duración |  |
| 1.      | «SCG8: One Message Waiting»                                                           | Mr. Lordi, Ralph Ruiz, Nino Laurenne | Mr. Lordi, Ruiz, Laurenne | 1:10     |  |
| 2.      | «Let’s Go Slaughter He-Man (I Wanna Be the Beast-Man in the Masters of the Universe)» | Mr Lordi, Tracy Lipp                 | Mr Lordi, Hella           | 4:30     |  |
| 3.      | «Hug You Hardcore»                                                                    | Mr Lordi, Lipp                       | Mr Lordi                  | 3:40     |  |
| 4.      | «Down with the Devil»                                                                 | Mr Lordi, Lipp                       | Mr Lordi                  | 4:29     |  |
| 5.      | «Mary Is Dead»                                                                        | Mr Lordi, Lipp                       | Mr. Lordi, Mana, Amen     | 4:37     |  |
| 6.      | «Sick Flick»                                                                          | Mr Lordi, Lipp                       | Mr Lordi                  | 4:00     |  |
| 7.      | «None for One»                                                                        | Mr Lordi, Lipp                       | Mr Lordi, Mana, Amen      | 4:15     |  |
| 8.      | «SCG VIII: Opening Scene»                                                             | Instrumental                         | Mr Lordi                  | 1:22     |  |
| 9.      | «Demonarchy»                                                                          | Mr Lordi, Lipp                       | Mr Lordi                  | 6:01     |  |
| 10.     | «The Unholy Gathering»                                                                | Mr Lordi, Lipp                       | Mr Lordi                  | 5:09     |  |
| 11.     | «Heaven Sent Hell on Earth»                                                           | Mr Lordi, Lipp                       | Mr Lordi, OX              | 5:43     |  |
| 12.     | «And the Zombie Says»                                                                 | Mr Lordi, Lipp                       | Mr Lordi                  | 6:23     |  |
| 13.     | «Break of Dawn»                                                                       | Mr Lordi, Lipp                       | Mr Lordi                  | 5:47     |  |
| 14.     | «The Night the Monsters Died»                                                         | Mr Lordi, Lipp                       | Mr Lordi                  | 7:13     |  |
| 1:04:19 |                                                                                       |                                      |                           |          |  |

## Créditos
- Mr. Lordi - Vocalista
- Amen - Guitarrista
- OX - Bajista
- Hella - Teclista
- Mana - Batería

## Posicionamiento
| Año  | Conteo             | Semana | Posición |
| ---- | ------------------ | ------ | -------- |
| 2016 | Finlandia (Top 50) | 38     | 10       |
| 2016 | Alemania (Top 100) | 40     | 52       |
| 2016 | Suiza (Top 100)    | 38     | 83       |
| 2016 | Japón (Top 300)    | 43     | 231      |